# 44 Волопаса
44 Волопаса (лат. 44 Boötis), i Волопаса (лат. i Boötis), HD 133640 — кратная звезда в созвездии Волопаса на расстоянии (вычисленном из значения параллакса) приблизительно 42,2 световых лет (около 12,9 парсеков) от Солнца. Возраст звезды определён как около 5,01 млрд лет.
Третий и четвёртый компоненты — двойная затменная переменная звезда типа W Большой Медведицы (EW). Видимая звёздная величина звезды — от +4,86m до +4,7m. Орбитальный период — около 0,2678 суток (6,4277 часов).

## Характеристики
Первый компонент (CCDM J15038+4739A) — жёлтый карлик спектрального класса G0Vn, или F5V. Видимая звёздная величина звезды — +6,2m. Масса — около 1,081 солнечной, радиус — около 1,291 солнечного, светимость — около 1,601 солнечной. Эффективная температура — около 5248 K.
Второй компонент — красный карлик спектрального класса M. Масса — около 201,17 юпитерианских (0,192 солнечной). Удалён на 1,535 а.е..
Третий компонент (CCDM J15038+4739Ba) — жёлтый карлик спектрального класса G2V, или K0V. Масса — около 0,95 солнечной. Эффективная температура — около 5096 K. Орбитальный период — около 209,8 лет. Удалён на 3,67 угловой секунды.
Четвёртый компонент (CCDM J15038+4739Bb) — жёлтый карлик спектрального класса G2V, или K4V. Масса — около 0,45 солнечной.

## Описание
Третий компонент в системе принадлежит к классу жёлтых карликов и по своим характеристикам напоминает наше Солнце. Радиус звезды равен 1,03 радиусу Солнца, а светимость — 1,14 солнечной. Расстояние между звездой и тесной парой В и С периодически варьируется, поскольку они движутся по эллиптической орбите. В 1880 году расстояние между компонентом А и парой ВС равнялось 4,7", а в 1969 году оно составляло 0,4". Согласно недавним исследованиям, компоненты разделяет среднее расстояние в 48,5 а.е. (приблизительно на таком расстоянии обращается Плутон вокруг Солнца). Полный оборот вокруг общего центра масс они совершают за 206 лет. Их орбита повёрнута на 84° по отношению к наблюдателю на Земле.
Четвёртый компонент, обращающийся в тесной паре, относится к классу G2V, то есть тоже похож по своим параметрам на Солнце: при почти такой же массе, как и у нашего дневного светила, его радиус и светимость составляют 87—89% и 54% солнечных соответственно.
Вся система 44 Волопаса классифицируется как затменная переменная звезда типа W Большой Медведицы, поскольку третий и четвёртый компоненты настолько близки, что их поверхности касаются друг друга, они постоянно обмениваются материалом с внешних слоёв. Они имеют одну общую фотосферу и мощные магнитные поля. Компоненты разделены между собой расстоянием всего в 0,008 а.е. (чуть больше одного миллиона километров). Подобные системы очень нестабильны, и в них часто происходят катастрофические взрывы, называемые вспышками карликовых новых, такие, как, например, U Близнецов, SS Лебедя или U Пегаса.

## Ближайшее окружение звезды
Следующие звёздные системы находятся на расстоянии в пределах 20 световых лет от 44 Волопаса:
| Звезда      | Спектральный класс      | Расстояние, св. лет |
| BD+45 2247  | M0 V                    | 3,8                 |
| G 179-20    | M V                     | 4,0                 |
| BD+53 1719  | K V                     | 5,7                 |
| G 179-43    | M V / M V               | 6,1                 |
| GJ 1187     | M V                     | 8,1                 |
| θ Волопаса  | F7 V / M3 V / D? VII    | 8,4                 |
| BD+47 2112  | M3 Ve / M3 Ve           | 8,9                 |
| Росс 1041   | M3,5 V                  | 9,1                 |
| LP 98-132   | M V                     | 9,9                 |
| BD+50 2030  | K5-M0 Vp                | 10,0                |
| BD+39 2947  | G8 V / ?                | 12                  |
| χ Геркулеса | F8-9 V                  | 13                  |
| CM Дракона  | M4,5 Ve / M4,5 V / DC D | 14                  |
| σ Волопаса  | F3 Vw                   | 17                  |
| Рутилик     | F9-G0 IV / ? / K0 V /?  | 18                  |
| 19 Дракона  | F6 V / ?                | 20                  |
| 26 Дракона  | G0-1 V / K3 V / M1 V    | 20                  |